# Jonathan Howson
Jonathan Mark "Jonny" Howson (ur. 21 maja 1988 roku w Leeds) – angielski piłkarz występujący najczęściej na pozycji środkowego pomocnika. Obecnie gra w Norwich City.

## Kariera klubowa
Jonathan Howson zawodową karierę rozpoczynał w klubie z rodzinnego miasta – Leeds United, w którym trenował już od dziewiątego roku życia. Był jednym z najlepszych, a zarazem najskuteczniejszych piłkarzy rezerw "Pawi", co zaowocowało możliwością gry w pierwszym zespole. Po raz pierwszy powołanie do meczowej kadry Jonny dostał w sierpniu 2006 roku na spotkanie z Chester City w ramach Curling Cup, jednak pełne 90 minut przesiedział wówczas na ławce rezerwowych. 18 września tego samego roku Howson podpisał trzyletni kontrakt z drużyną z "The Whites", a już 20 września zadebiutował w pojedynku przeciwko drużynie Barnet.
U nowego trenera Leeds – Dennisa Wise'a Howson po raz pierwszy zagrał w zremisowanym 0:0 meczu z Hull City, w którym został wybrany najlepszym zawodnikiem. Swoją pierwszą bramkę dla Leeds angielski zawodnik zdobył 3 lutego 2007 roku w spotkaniu z Norwich City. Przed rozpoczęciem sezonu 2007/2008 Howson podpisał z Leeds nowy, trzyletni kontrakt. W pojedynku przeciwko Swansea City Anglik po faulu Ferriego Bodde doznał kontuzji, która wykluczyła go z gry w sześciu kolejnych meczach. Jonny powrócił na spotkanie z Tranmere Rovers, kiedy szkoleniowcem "Pawi" był już Gary McAllister.
7 kwietnia 2008 roku Howson został nominowany do nagrody dla najlepszego młodego zawodnika sezonu. 15 kwietnia w pojedynku z Huddersfield Town po raz pierwszy założył opaskę kapitańską swojego zespołu. Rolę kapitana pełnił także w następnym meczu przeciwko Brighton & Hove Albion. Anglik jest obecnie najmłodszym obok Billy'ego Bremnera piłkarzem w historii Leeds, który dostąpił tego zaszczytu. 16 maja w rewanżowym spotkaniu z Carlisle United w barażach o awans do Championship Howson zdobył dwie bramki, które zadecydowały o zwycięstwie Leeds 2:0 i awansie do finałowego pojedynku, które "Pawie" jednak przegrały.
W sezonie 2009/2010 Howson razem ze swoim zespołem awansował do Championship, a sam był podstawowym zawodnikiem drużyny prowadzonej przez nowego trenera Simona Graysona. Za 2 miliony funtów przeszedł do Norwich City.